# Pteronymia aegineta
Pteronymia aegineta är en fjärilsart som beskrevs av William Chapman Hewitson 1809. Pteronymia aegineta ingår i släktet Pteronymia och familjen praktfjärilar. Inga underarter finns listade.